# Pacomio
Pacomio  (c. 287 – 9 de mayo de 347) fue un soldado romano del siglo IV que luchó en el bando de Majencio en la Segunda Tetrarquía. Es generalmente reconocido como fundador del monacato cenobita cristiano. Las iglesias coptas celebran su festividad el 9 de mayo, y las Iglesias ortodoxa y católica el 15 o 28 de mayo. En la Iglesia luterana es recordado como un renovador de la Iglesia, junto con su contemporáneo (y también santo del desierto), san Antonio Abad el 17 de enero. Considerado padre del monacato cenobítico, se convirtió al cristianismo en el transcurso de un viaje a Alejandría, altamente impresionado por las buenas cualidades que pudo ver entre los cristianos de aquellas tierras, en especial la caridad. Fue entonces cuando decidió retirarse como ermitaño para llevar una vida de oración y austeridad, junto a uno de los templos de Serapis que por aquel entonces se hallaba en ruinas. Pacomio es conocido como uno de los Padres del yermo. Figura también en el calendario de santos luterano.

## Vida
Pacomio nació alrededor del año 292 en Tebas (Luxor, Egipto) de padres paganos. De acuerdo con su hagiografía, a la edad de 21 años, Pacomio se vio llevado en contra de su voluntad en una campaña de reclutamiento del ejército romano, un suceso común durante esta época de caos y guerras civiles. Junto con varios otros jóvenes, fue puesto en un barco que navegó río abajo por el Nilo y llegó a Tebas en la noche. Allí conoció por primera vez a los cristianos locales, que tenían por costumbre llevarles comida y consuelo cada día a las tropas conscriptas. Esto le produjo una fuerte impresión, y Pacomio se prometió investigar más la cristiandad cuando saliera. Pudo dejar el ejército sin haber estado en batalla alguna, se convirtió y se bautizó (año 314).
Luego, Pacomio entró en contacto con varios ascetas conocidos y decidió seguir adelante en ese camino bajo la tutela del ermitaño de nombre Palemón (año 317). Una de sus devociones, popular entonces, era rezar con los brazos estirados en forma de cruz. Tras estudiar siete años con san Palemón, Pacomio se marchó a llevar la vida de ermitaño cerca de san Antonio Abad, cuyas prácticas imitó hasta que escuchó una voz en Tabennisi que le pedía construir una habitación a la que pudieran ir los ermitaños. Un asceta previo, Macario de Alejandría, había creado varios proto-monasterios llamados lavra, o celdas, donde los santos hombres que eran incapaces física o mentalmente de alcanzar los rigores de la vida solitaria de Antonio vivirían en un ambiente comunitario.
Pacomio estableció su primer monasterio entre 318 y 323 en Tabennisi, Egipto. Su hermano mayor Juan se le unió y pronto más de 100 monjes vivían cerca. Pacomio se dispuso a organizar estas celdas en una organización formal. Hasta entonces, el ascetismo cristiano había sido solitario o eremítico, y los monjes o monjas vivían en cabañas individuales o en cuevas y se reunían solamente para las misas ocasionales. Pacomio creó la comunidad u organización cenobita, en la cual los monjes o monjas vivían juntos y mantenían su propiedad en común bajo el liderazgo de un abad o abadesa. Pacomio se dio cuenta de que algunos, familiarizados solo con la vida eremítica, podían llegar a enojarse rápidamente si las preocupaciones distractoras de la vida cenobita les eran asignadas de manera demasiado abrupta. Por tanto, les permitió dedicar su tiempo entero a los ejercicios espirituales, haciéndose cargo él mismo de todas las tareas administrativas de la comunidad. La comunidad le aclamó como “Abba” (“padre” en hebreo), de donde viene la palabra “Abad.” El monasterio de Tabennisi, si bien fue expandido varias veces, se volvió pronto demasiado pequeño y se fundó un segundo monasterio en Pabau (Faou). Después del año 336, Pacomio pasó la mayor parte de su tiempo en Pabau. Si bien Pacomio actuaba a veces como lector eclesiástico para los pastores cercanos, ni él ni ninguno de sus monjes se habían ordenado sacerdotes. San Atanasio le visitó y deseaba ordenarle en el año 333, pero Pacomio huyó de él. La visita de San Atanasio ocurrió probablemente como resultado de la celosa defensa de Pacomio en contra del Arrianismo. Basilio el Grande visitó y luego tomó varias de las ideas de Pacomio, que luego adaptó e implementó en Cesarea. Esta regla ascética es usada aún hoy en día en la iglesia ortodoxa oriental y es comparable a la Regla de san Benito en occidente.

## La regla de San Pacomio
Pacomio fue el primero en poner por escrito una regla. La primera regla estaba compuesta de oraciones conocidas y de uso general, como el Padre Nuestro. Los monjes debían rezarlas a diario. A medida que se desarrolló la comunidad, la regla se elaboró con preceptos tomados de la Biblia. Creó una regla que hacía las cosas más fáciles para los menos proficientes pero que no limitaba el ascetismo más extremo de los más proficientes. La Regla buscaba un balance entre oración y trabajo y entre la vida comunitaria y la soledad. El día se organizaba alrededor de la liturgia, con tiempo para el trabajo manual y las lecturas devocionales.
Los ayunos y el trabajo se distribuían de acuerdo con la fuerza del individuo. Cada monje recibía algo de comida y ropa. Se ofrecían comidas comunes, pero aquellos que quisieran ausentarse podían hacerlo, y se dejaba pan, sal y agua en sus celdas. En los monasterios Pacomianos se dejaba al gusto personal de cada monje determinar su propia orden de vida. Así pues, las horas de las comidas y la duración de sus ayunos los decidían cada uno, podían comer en común con los demás o pedir que les llevaran pan y sal a sus celdas cada día o cada dos días.
La Regla de Pacomio fue traducida al latín por Jerónimo. San Honorato de Arlés siguió la Regla de San Pacomio. Basilio el Grande y Benito de Nursia adaptaron e incorporaron partes de ella en sus reglas.
Con esta regla monástica sentó las bases para lo que fuera más tarde el Ora et labora que proclamó San Benito. Los monasterios creados por Pacomio llegaron a ser centros fabriles de producción, con un recinto rodeado por un muro, en el que había cabida hasta para mil monjes repartidos en las distintas casas. Dentro del cercado había distintas edificaciones y en cada una trabajaban y oraban cuarenta monjes. A su vez cuatro de estos edificios formaban una tribu con 160 monjes. Al frente del conjunto del monasterio había un abad. Cada cierto tiempo se reunían todos los frailes para tratar asuntos comunes y de religión. Estas reuniones se hicieron célebres con el nombre de pacomias.
La vida monástica de los pacomios tuvo gran aceptación entre las comunidades cristianas.

## Muerte y legado
Pacomio siguió como abad de los cenobitas por unos cuarenta años. Durante una epidemia (probablemente de plaga), Pacomio llamó a los monjes, les fortaleció su fe y designó a su sucesor. Pacomio murió el 9 de mayo de 348.
En el momento de su muerte, ocho monasterios y varios cientos de monjes seguían su guía. En una generación, las prácticas cenobitas se dispersaron de Egipto a Palestina y al Desierto de Judea, Siria, África del Norte y eventualmente a Europa occidental. El número de monjes pudo haber alcanzado los 7000.
Su reputación como santo ha sobrevivido. Como se mencionó antes, varios calendarios litúrgicos conmemoran a Pacomio. Entre los muchos milagros que se le atribuyen está el hablar milagrosamente en griego o latín sin haberlos aprendido. A Pacomio también se le atribuye ser el primer cristiano en usar y recomendar el uso del cordón de oración.

## Literatura copta
Se consideran ejemplos de literatura puramente copta los trabajos de Antonio Abad y de Pacomio, quienes hablaban solo en copto, así como los sermones y predicaciones de Shenute, quien decidió escribir solo en copto. El sistema Pacomiano tendía a tratar a la literatura religiosa como meras instrucciones escritas.